# Pilotrichopsis robusta
Pilotrichopsis robusta är en bladmossart som beskrevs av Chen Pan-chieh 1955. Pilotrichopsis robusta ingår i släktet Pilotrichopsis och familjen Cryphaeaceae. Inga underarter finns listade i Catalogue of Life.